# Михайло Ломоносов (фильм, 1986)
«Михайло Ломоносов» — советский многосерийный телевизионный фильм об истории России XVIII века (с 1725 по 1765 год) через жизнь и деятельность выдающегося русского учёного и литератора Михаила Васильевича Ломоносова. Фильм состоит из трёх разделов: «От недр своих», «Врата учёности» и «Во славу Отечества», в каждом из которых по три серии.
На XII Всесоюзном фестивале телевизионных фильмов телефильм получил Второй приз (первый в тот год не присуждался) и Приз зрительских симпатий.

## Сюжет
В фильме рассказывается о детских и юношеских годах Ломоносова, проведённых в Архангельской губернии в доме отца, крестьянина-помора. Одним из самых впечатляющих событий того времени стало посещение Соловецкого монастыря и встреча со старообрядцем Мошкарём. У Михайло возникают непростые отношения со своей молодой мачехой Ириной Карельской, которая во время отъездов мужа пыталась соблазнить подросшего пасынка. Незаурядный ум и стремление к знаниям побуждают юного Михайло Ломоносова покинуть родные места. Тайком от отца, пристав к рыбному обозу, он уходит в Москву и поступает в Славяно-греко-латинскую академию. Начинается новая жизнь.
Михайло Ломоносов продолжает образование в Петербурге, а затем в Германии. Вернувшись на родину, становится адъюнктом по физическому классу при Петербургской Академии наук. Он вступает в борьбу за становление и развитие отечественной науки. Ломоносов добивается фантастических для того времени результатов и получает звание профессора. При его содействии в 1755 году торжественно открывается Московский университет.
Годы царствования императрицы Елизаветы — время расцвета деятельности Михаила Васильевича Ломоносова. В науке, просветительстве, поэзии наступает эпоха Ломоносова. По его инициативе строятся верфи и фабрики. Он признан не только на родине, но известен в Европе. Непросто складываются взаимоотношения великого учёного с взошедшей в 1762 году на российский престол императрицей Екатериной.

## В ролях
| Актёр                                 | Роль                                                                              |
| ------------------------------------- | --------------------------------------------------------------------------------- |
| Виктор Степанов                       | Ломоносов в зрелые годы                                                           |
| Игорь Волков                          | Ломоносов в молодости (во втором фильме озвучивает Виктор Степанов)               |
| Александр Михайлов                    | Михайло Ломоносов в отрочестве                                                    |
| Илзе Лиепа                            | Елизавета Андреевна Ломоносова (Элизабет Кристина Цильх)                          |
| Анатолий Васильев                     | отец Ломоносова Василий Дорофеевич                                                |
| Людмила Полякова                      | мачеха Ломоносова Ирина Семёновна Карельская                                      |
| Андрей Дударенко                      | Мошкарь                                                                           |
| Сос Саркисян (в титрах — Сос Сарксян) | Феофан Прокопович (озвучивает Александр Лазарев)                                  |
| Александр Ткаченок                    | Нечаев                                                                            |
| Михаил Солодовник                     | Бирон                                                                             |
| Леонид Плешаков                       | отец Семён                                                                        |
| Дмитрий Диджиокас                     | Пётр I                                                                            |
| Сэм Цихоцкий                          | Голицын                                                                           |
| Анна Фроловцева                       | Екатерина I                                                                       |
| Кирилл Козаков                        | Пётр II                                                                           |
| Мария Полицеймако                     | Анна Иоанновна                                                                    |
| Наталья Сайко                         | Елизавета Петровна                                                                |
| Борис Плотников                       | Пётр III                                                                          |
| Катрин Кохв                           | Екатерина II                                                                      |
| Марина Федина                         | Екатерина Дашкова                                                                 |
| Андрей Болтнев                        | Каргопольский                                                                     |
| Николай Карнаухов                     | Милюков                                                                           |
| Геннадий Юхтин                        | майор                                                                             |
| Константин Сопельников                | Иван (отец) и его сын Федот Шубные                                                |
| Дмитрий Кознов                        | Крашенинников                                                                     |
| Сергей Тарамаев                       | семинарист Дмитрий Семёнов                                                        |
| Владимир Дёмин                        | отец Арсений                                                                      |
| Николай Бармин                        | генерал-лейтенант Игнатьев                                                        |
| Олег Меньшиков                        | Дмитрий Виноградов                                                                |
| Алексей Жарков                        | Тарас Васильевич Постников                                                        |
| Юри Ярвет                             | Христиан Вольф (озвучивает Александр Демьяненко)                                  |
| Виктор Сергачёв                       | Генкель                                                                           |
| Александр Сирин                       | Леонард Эйлер                                                                     |
| Вернер Годеман                        | Иоганн Себастьян Бах                                                              |
| Вилли Нойенхан                        | Бергмайстер                                                                       |
| Сергей Коковкин                       | Тредиаковский                                                                     |
| Юрий Волков                           | Шумахер                                                                           |
| Николай Прокопович                    | Крафт                                                                             |
| Евгений Дворжецкий                    | Пюттер                                                                            |
| Борис Химичев                         | Кнопс                                                                             |
| Эльвира Жебертавичюте                 | вдова Цильх                                                                       |
| Сергей Плотников                      | Андрей Нартов                                                                     |
| Николай Кочегаров                     | Лесток (озвучивает Владимир Ферапонтов)                                           |
| Александр Домогаров                   | Александр Сумароков в молодости                                                   |
| Александр Прошкин                     | голос за кадром Александр Сумароков в зрелые годы (7-я серия; в титрах не указан) |
| Леонид Ярмольник                      | Рихман                                                                            |
| Георгий Дрозд                         | Тауберт                                                                           |
| Валерий Афанасьев                     | Фома                                                                              |
| Анастасия Деревщикова                 | Елена Ломоносова                                                                  |
| Иван Воронов                          | Миллер                                                                            |
| Александр Стариков                    | Григорий Теплов (озвучивает Алексей Сафонов)                                      |
| Аристарх Ливанов                      | Кирилл Григорьевич Разумовский                                                    |
| Дмитрий Писаренко                     | Иван Шувалов                                                                      |
| Марина Яковлева                       | Матрёна                                                                           |
| Лев Лемке                             | инспектор гимназии (озвучивает Павел Винник)                                      |
| Владимир Пинчевский                   | Шлёцер                                                                            |
| Андрей Молотков                       | Степан Румовский                                                                  |
| Борис Клюев                           | Григорий Орлов                                                                    |
| Александр Берда                       | Алексей Орлов                                                                     |
| Александр Шворин                      | Никита Панин                                                                      |
| Сергей Мучеников                      | Иван Елагин                                                                       |
| Евгений Марков                        | Винсгейм ( озвучивает Валентин Брылеев)                                           |
| Андрей Подошьян                       | Алексей Константинов                                                              |
| Владимир Чуприков                     | Горчаков                                                                          |
| Георгий Тейх                          | дядя Петра III                                                                    |
| Сергей Варчук                         | Гриня                                                                             |
| Николай Бриллинг                      | Миних (озвучивает Вадим Захарченко)                                               |
| Пётр Меркурьев                        | учитель младших классов Спасской школы                                            |
| Владимир Большов                      | юродивый Архипыч                                                                  |
| Александр Аверков                     | студент                                                                           |
| Алексей Никульников                   | студент                                                                           |
| Андрей Гусев                          | студент                                                                           |
| Анатолий Егоров                       | бородатый                                                                         |
| Валентин Брылеев                      | трактирщик (7-я серия), также озвучивает роль Винсгейма                           |
| Константин Тыртов                     | судья                                                                             |
| Юрий Леонидов                         | эпизод                                                                            |
| Николай Аверюшкин                     | секретарь Шумахера                                                                |
| Валерий Долженков                     | певец (8-я серия)                                                                 |
| Яна Друзь                             | дочь голландского капитана (2-я серия)                                            |

## Съёмочная группа
- Сценаристы: Леонид Нехорошев, Олег Осетинский
- Режиссёр — Александр Прошкин
- Оператор — Валентин Макаров
- Композитор — Владимир Мартынов
- Художник — Вадим Кислых
- Художник по костюмам — Татьяна Вадецкая
- Консультант по костюмам — М. Н. Мерцалова

## Места съёмок
- Деревня Кимжа Мезенского района Архангельской области олицетворяла собой Холмогоры при съёмке фильма.
- Часть съёмок была осуществлена на территории ГДР, в таких городах как Вернигероде и Кведлинбург. Неприступную крепость Везель, где насильно держали рекрута Ломоносова, снимали в крепости Кёнигштайн в Саксонской Швейцарии[2].